# راهول دو
راهول دیو (هندی: राहुल देव؛ زادهٔ ۲۷ سپتامبر ۱۹۶۸) یک هنرپیشه اهل هند است.
از فیلم‌ها یا برنامه‌های تلویزیونی که وی در آن نقش داشته است می‌توان به آشوکا اشاره کرد.

## فیلم‌شناسی
فهرست برخی از فیلم‌هایی که راهول دو در آنها به ایفای نقش پرداخته است:
- آشوکا
- آواره مجنون دیوانه
- انسان
- آدم‌ربایی
- نوشیدنی
- هندی
- شاهد
- مبارک
- مونی
- پیاده‌رو
- او چه کسی است؟
- شهرت
- برداشت
- عاشق
- بیا
- آداوان
- باشگاه مبارزه-فقط اعضا
- قبل از اینکه تا ۱۰ بشمارم
- مونا
- مخبر
- آسترام
- روح
- کی میدونه فردا چی میشه؟
- ماه کامل
- قهرمان
- شاهین سیاه
- ناراسیمهودو
- در خیابان‌های آسمان
- رهبر
- رعشه
- ویرا
- رعد سرکش
- شاه دزد
- تعجب کنید که چه اتفاقی خواهد افتاد
- باهوش
- قتل قراردادی
- چراغ نفتی